# The First Deadly Sin
The First Deadly Sin (bra: O Primeiro Pecado Mortal) é um filme norte-americano de 1980 dirigido por Brian G. Hutton, com roteiro de Mann Rubin baseado no romance homônimo de Lawrence Sanders.

## Elenco principal
- Frank Sinatra
- Faye Dunaway
- Brenda Vaccaro
- James Whitmore
- Jon DeVries
- Bruce Willis